# Сабіне Гас
Сабіне Гас (нім. Sabine Haas; нар. 24 квітня 1975) — колишня німецька тенісистка.
Найвищу одиночну позицію світового рейтингу — 315 місце досягла 7 жовтня 1996, парну — 209 місце — 7 липня 1997 року.
Здобула 1 одиночний та 1 парний титул.

## Фінали ITF
| турніри $25,000 |
| турніри $10,000 |

### Одиночний розряд: 3 (1–2)
| Результат | Ранг | Дата              | Турнір                  | Покриття | Суперниця         | Рахунок       |
| --------- | ---- | ----------------- | ----------------------- | -------- | ----------------- | ------------- |
| Поразка   | 1.   | 28 вересня 1992   | Малий Лошинь, Югославія | Ґрунт    | Івана Гаврлікова  | 3–6, 2–6      |
| Перемога  | 1.   | 22 січня 1995     | Сан-Антоніо, США        | Тверде   | Ліндсей Лі-Вотерс | 7–6(8–6), 6–0 |
| Поразка   | 2.   | 27 листопада 1995 | Сан-Паулу, Бразилія     | Тверде   | Анжеліка Реш      | 1–6, 7–5, 2–6 |

### Парний розряд: 5 (1–4)
| Результат | Ранг | Дата            | Турнір                        | Покриття | Партнерка        | Суперниці                              | Рахунок       |
| --------- | ---- | --------------- | ----------------------------- | -------- | ---------------- | -------------------------------------- | ------------- |
| Поразка   | 1.   | 16 травня 1993  | Бейзінгстоук, Велика Британія | Тверде   | Лізель Губер     | Валда Лейк Робін Модслі                | 6–3, 4–6, 1–6 |
| Перемога  | 1.   | 20 червня 1994  | Загреб, Хорватія              | Ґрунт    | Івона Хорват     | Івана Іванек Сабіне Реш                | 6–2, 6–3      |
| Поразка   | 2.   | 19 червня 1995  | Курелья, Швейцарія            | Ґрунт    | Сандра Ольсен    | Генріетте ван Алдерен Стефані Ґомпертс | 5–7, 3–6      |
| Поразка   | 3.   | 14 липня 1996   | Пухгайм, Німеччина            | Ґрунт    | Павліна Райзлова | Ева Мартінцова Алена Вашкова           | 2–6, 7–5, 1–6 |
| Поразка   | 4.   | 17 березня 1997 | Зе-Вудлендс (Техас), США      | Тверде   | Крістіна Тріска  | Нансі Фебер Лізель Губер               | 1–6, 2–6      |